# Gutshaus Luisenruh

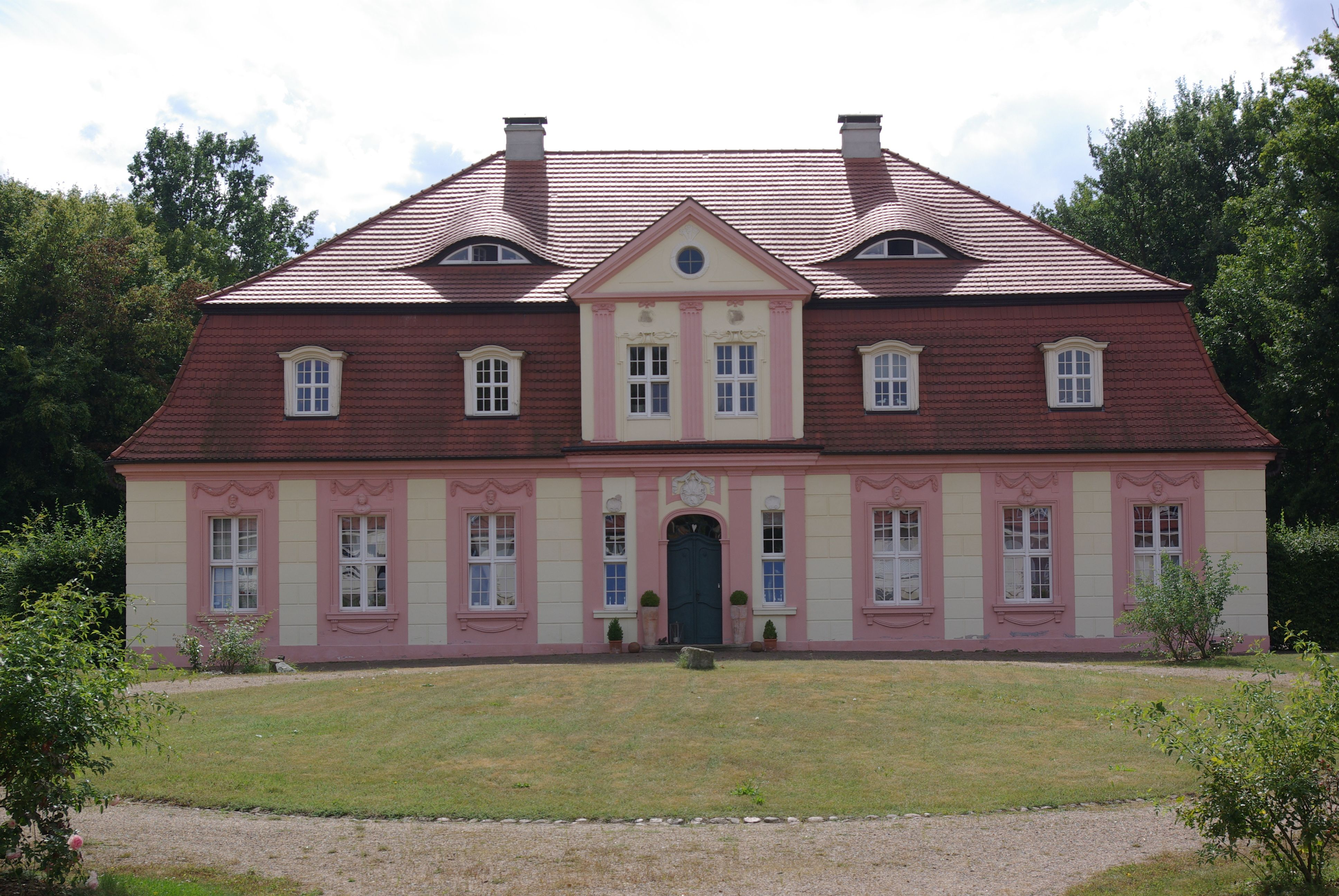
Gutshaus Luisenruh (2009)

Das Gutshaus Luisenruh ist ein Herrenhaus in der Stadt Peitz im Landkreis Spree-Neiße in Brandenburg. Das 1776 auf dem Areal des ehemaligen Hammervorwerks errichtete Gutshaus ist ein eingetragenes Baudenkmal in der Denkmalliste des Landes Brandenburg.

## Geschichte
Nach der Schleifung der Festung Peitz im Jahr 1767 kaufte der Kriegsrat Elias Balthasar Giesel eine 33 Morgen umfassende Brachfläche im Westen von Peitz und legte darauf ein Landgut an, das er nach seiner Tochter Luise Giesel „Luisenruh“ nannte. 1771 wurde Giesel das Landgut als Erbpacht verschrieben, in den Jahren 1776 und 1777 ließ er das Gutshaus im Stil des friderizianischen Rokoko auf dem Gelände errichten. Im Jahr 1801 verkaufte Gießel das Gut Luisenruh an Martin Homann, über den es 1819 in den Besitz der Familie Berein kam. Diese betrieb das Gut bis zur landwirtschaftlichen Kollektivierung in der DDR im Jahr 1961, von dort an gehörte das Gut Luisenruh der Landwirtschaftlichen Produktionsgenossenschaft „Drei Linden“ in Turnow.
Die LPG nutzte das Gutshaus Luisenruh kurzzeitig als Speicher. Aufgrund des schlechten baulichen Zustands des Gutshauses wurde es bereits nach kurzer Zeit von der Bauaufsichtsbehörde gesperrt und von der LPG aufgegeben. Nach der Wiedervereinigung wurde das Gutshaus zwischen 1995 und 1998 mithilfe staatlicher Fördermittel für umgerechnet rund 1,3 Millionen Euro wiederhergestellt und zu einer Gaststätte umgebaut, die kurz nach der Eröffnung schon wieder geschlossen wurde. Die heute als Wohngebäude genutzten Wirtschaftsgebäude, die sich U-förmig an den Seiten des Gutsgeländes erstrecken, wurden abgerissen und in Anlehnung an die ursprünglichen Gebäude neu gebaut; diese sind allerdings nicht Teil des denkmalgeschützten Bereiches. Im Oktober 2003 wurde das Gebäude, für das zu diesem Zeitpunkt kein Besitzer im Grundbuch eingetragen war, versteigert. Im Jahr 2010 wurde die Torzufahrt in der Flucht der Luisenstraße rekonstruiert.

## Architektur
Das Gutshaus ist ein eingeschossiger verputzter Bau aus Ziegelmauerwerk mit Mansardwalmdach. Der Eingangsbereich an der dem Hof zugewandten Nordseite befindet sich in einem mit Pilastern schwach hervorgehobenen Mittelrisaliten, der als Zwerchhaus mit akanthusgeschmückten Fenstern und Dreiecksgiebel fortgeführt wird. Die Hofseite hat hochrechteckige Fenster mit Fensterbänken auf Konsolen, Männer- und Frauenbüsten anstelle von Schlusssteinen und darüber liegenden Girlanden. In der mittleren Achse befindet sich das Korbbogenportal mit einer Kartusche. Im Dreiecksgiebel der Zwerchhauses befindet sich ein Ochsenaugenfenster mit Lorbeerkranz; das Dach des Gutshauses ist mit Fledermausgauben versehen. Gartenseitig liegen eine Terrasse mit Eingang und drei daneben liegenden Korbbogenfenstern und ein Zwerchhaus mit Balkon.
Die korbbogige Toreinfahrt besteht aus verputztem Mauerwerk und hat eine maximale Breite von etwa 4,70 Meter und eine maximale Höhe von knapp 3,30 Meter. An den Seiten stehen zwei mit Zeltdächern bekrönte Pfeiler und daneben zwei niedrigere flachbogige Durchgänge. Hinter dem Gutshaus erstreckt sich ein zeitgleich angelegter Barockgarten, der an den Außenseiten von einem Laubengang aus Hainbuchen begrenzt wird. Mit der Zeit wurde dieser Laubengang mit anderen Gehölzen durchsetzt.